# Каттен (Каліфорнія)
Каттен (англ. Cutten) — переписна місцевість (CDP) в США, в окрузі Гумбольдт штату Каліфорнія. Населення — 3223 особи (2020).

## Географія
Каттен розташований за координатами 40°45′56″ пн. ш. 124°8′40″ зх. д. / 40.76556° пн. ш. 124.14444° зх. д. (40.765675, -124.144566).  За даними Бюро перепису населення США в 2010 році переписна місцевість мала площу 3,35 км², уся площа — суходіл.

## Демографія
Згідно з переписом 2010 року, у переписній місцевості мешкало 3108 осіб у 1304 домогосподарствах у складі 795 родин. Густота населення становила 927 осіб/км².  Було 1372 помешкання (409/км²).
Расовий склад населення:
| - 84,6 % — білих - 3,8 % — корінних американців - 2,6 % — азіатів - 0,9 % — чорних або афроамериканців - 0,4 % — вихідців з тихоокеанських островів - 2,5 % — осіб інших рас |

До двох чи більше рас належало 5,3 %. Частка іспаномовних становила 8,2 % від усіх жителів.
За віковим діапазоном населення розподілялося таким чином: 23,1 % — особи молодші 18 років, 61,4 % — особи у віці 18—64 років, 15,5 % — особи у віці 65 років та старші. Медіана віку мешканця становила 37,9 року. На 100 осіб жіночої статі у переписній місцевості припадало 96,2 чоловіків;  на 100 жінок у віці від 18 років та старших — 92,3 чоловіків також старших 18 років.
Середній дохід на одне домашнє господарство  становив 67 378 доларів США (медіана — 52 798), а середній дохід на одну сім'ю — 82 462 долари (медіана — 70 231). За межею бідності перебувало 11,8 % осіб, у тому числі 19,9 % дітей у віці до 18 років та 3,9 % осіб у віці 65 років та старших.
Цивільне працевлаштоване населення становило 1429 осіб. Основні галузі зайнятості: освіта, охорона здоров'я та соціальна допомога — 29,2 %, мистецтво, розваги та відпочинок — 15,1 %, роздрібна торгівля — 11,3 %, публічна адміністрація — 9,6 %.